# Łukasz Przybytek
Łukasz Przybytek (Lipno, 20 de mayo de 1989) es un deportista polaco que compitió en vela en la clase 49er.
Ganó dos medallas de bronce en el Campeonato Europeo de 49er, en los años 2015 y 2021. Participó en tres Juegos Olímpicos de Verano, entre los años 2012 y 2020, ocupando el octavo lugar en Río de Janeiro 2016.

## Palmarés internacional
| \| Campeonato Europeo \| Campeonato Europeo \| Campeonato Europeo \| Campeonato Europeo \| \| Año \| Lugar \| Medalla \| Clase \| \| ------------------ \| ------------------ \| ------------------ \| ------------------ \| \| 2015 \| Oporto (Portugal) \| Medalla de bronce \| 49er \| \| 2021 \| Salónica (Grecia) \| Medalla de bronce \| 49er \| |                   |                   |       |
| Campeonato Europeo |                   |                   |       |
| Año | Lugar             | Medalla           | Clase |
| 2015 | Oporto (Portugal) | Medalla de bronce | 49er  |
| 2021 | Salónica (Grecia) | Medalla de bronce | 49er  |